# 公孫賀
公孫賀（前2世纪？—前92年），字子叔，北地郡义渠县（今甘肃寧縣）人，或称彬县人，西汉丞相。

## 生平
先世是义渠人，祖父公孫昆邪，景帝時為陇西郡太守，平定七國之亂有功，封平曲侯。公孙贺少年即有軍功，任太子舍人，武帝時遷至太僕，娶卫皇后之姐衛君孺为妻。元光二年（前133年），担任轻车将军与韩安国等诱击匈奴于马邑，为军臣单于察觉，无功。元光六年（前129年）公孫賀出雲中郡（今內蒙古托克托東北），無所獲。元朔五年（前124年），随大将军卫青击匈奴于朔方、高阙（今内蒙古河套西北）还，先後參加了河南戰役、河西戰役、漠北戰役，功封南峁侯。元朔六年（前123年），再以左将军跟随卫青出定襄，击匈奴，无功，因酎金失侯。元鼎六年（前111年），复以浮沮将军出五原二千余里，至浮沮井（约在今内蒙古百灵庙北），未遇匈奴而还，无功。前后七次为将军，击匈奴，无大功。
太初二年（前103年），公孫賀代石慶為相，封葛绎侯。時漢帝國值多事之秋，丞相李蔡、莊青翟、趙周皆被处死，石慶每日驚嚇，最後病死。公孫賀跪在地上，再三辭退，武帝不准。征和初年，公孙贺之子公孙敬声擅用军费1900万钱，被捕下狱。公孙贺为救其子请求抓捕通缉犯，號稱「京师大侠」的遊俠朱安世，武帝同意了，公孙贺果然拘捕了朱安世，朱安世憤恨，为此告發公孙敬声与武帝女儿阳石公主私通，並埋藏木人以诅咒武帝，並稱“南山之竹不足受我辭，斜谷之木不足為我械”，公孙贺入狱。巫蛊之祸就此开始。征和二年正月（前92年），公孙贺父子死于狱中。

## 家庭
- 父亲：公孙昆邪
- 母亲：□氏
- 妻子：卫君孺
- 长子：公孙敬声（死于巫蛊之祸），儿媳：□氏

## 現代研究
《史記》記載，公孫賀家族為義渠人，出身匈奴胡族。中華人民共和國學者林梅村認為公孫賀家族可能來自於匈奴昆邪王部落。

## 延伸阅读
[在维基数据编辑]
 《史記/卷111》，出自司馬遷《史記》
 《漢書·卷066》，出自班固《漢書》